# KkStB 1
KkStb 1 – seria austriackich parowozów osobowych c.k. Kolei Państwowych (kkStB), wcześniejszy typ AR Kolei Arcyksięcia Rudolfa (KRB), o układzie osi 2'B. Parowóz wykorzystywał silnik bliźniaczy na parę nasyconą. Zbudowano 28 lokomotyw tej serii.

## Historia
Pierwsza seria 8 lokomotyw była wyprodukowana w 1877 roku przez austriacką fabrykę Wiener Neustädter Lokomotivfabrik (WNL) jako typ AR dla Kolei Arcyksięcia Rudolfa (Kronprinz Rudolf-Bahn, KRB). W 1879 roku ta sama fabryka wyprodukowała dalsze 5 sztuk dla kolei KRB z przeznaczeniem na linię Tarvisio-Pontebba. Po przejęciu przez austriackie koleje państwowe kkStB zostały one oznaczone jako seria 1 i w 1885 roku oznaczone numerami od 101 do 113, zmienionymi w 1905 roku na 1.01 do 1.13.
W 1882 roku fabryka WNL, a w 1883 roku fabryka  Lokomotivfabrik Floridsdorf wyprodukowały po 5 egzemplarzy tych lokomotyw dla kolei kkStB, gdzie otrzymały numery od 114 do 123 (później 1.14 do 1.23).
Ostatnie 5 lokomotyw tej serii zostało wyprodukowanych  w 1883 roku przez WNL dla Kolei Lwów-Czerniowce-Jassy. Otrzymały tam numery od 123 do 127 i polskie nazwy własne, odpowiednio: "Ogień", "Burza", "Bieg", "Para" i "Moc". Po przejęciu kolei przez kkStB w 1889 roku otrzymały one numery od 124 do 128, później 1.24 do 1.28 (nr 123 "Ogień" otrzymał numer 128, pozostałe numery zachowano jako zgodne z numeracją kkStB). Łącznie więc powstało 28 lokomotyw serii 1 (AR).
Pomiędzy 1893 a 1910 rokiem koleje kkStB poddały rekonstrukcji 16 lokomotyw serii 1, modernizując je do standardu nowszych lokomotyw serii 2 (AR III). Zmodernizowano w ten sposób lokomotywy o numerach 101 - 105, 107 - 113, 115 - 117 i 119. Zmieniono przy tym ich numery na zgodne z serią 2, z zakresu od 242 do 260 (później 2.42 - 2.60).
Z pozostałych niezmodyfikowanych 12 lokomotyw serii 1, pięć wycofano w latach 1911-1913, jedna podczas I wojny światowej w 1917 roku trafiła na koleje rosyjskie, a sześć przeszło po I wojnie światowej na Koleje Austriackie (BBÖ). Spośród nich, jedna - numer 1.24, dawna "Burza", miała być przekazana Polskim Kolejom Państwowym i przewidziano dla niej numer serii Od11, lecz nie doszło do tego i została złomowana w 1922 roku w Linzu. Pozostałe zostały wycofane w pierwszej połowie lat 20. Lokomotywa nr 1.20 została zachowana w zbiorach Technisches Museum w Wiedniu, częściowo odrestaurowana.
Rozwinięciem konstrukcji lokomotyw serii 1 była seria 2 (AR III).